# ユベール・マガ
クトゥク・ユベール・マガ（フランス語: Coutoucou Hubert Maga, 1916年8月10日 - 2000年5月8日）は、ダホメ共和国（現在のベナン）の政治家。ダホメ共和国初代大統領となり、以後も数度大統領職に就いた。
マガは1916年8月、フランス領西アフリカのダオメー植民地北部の中心都市パラクーにて、バリバ人として生まれた。パラクーの学校を卒業後、フランス領セネガルにあったウィリアム・ポンティ高等師範学校を卒業した。ここでのちにニジェールの大統領となるアマニ・ディオリと友人となった。ウィリアム・ポンティ高等師範学校は植民地エリートの養成校であり、ここでの人脈がのちの独立期のマガの政治的財産の一つとなった。
卒業後、1935年にダオメー北部のナティティングーにおいて教師の職に就いた。1951年には北部を代表する政党としてダオメー民主連合（Dahomey Democratic Rally、DDR)を結成した。同時期に、南部ではヨルバ人のスル・ミガン・アピティがダオメー共和党(PDD)を結成し、同じくフォン人のジャスティン・アホマデグベがダオメー民主同盟（Dahomey Democratic Union、UDD）を結成して三党鼎立の状態となった。1960年の独立前におこなわれた選挙でダオメー民主連合は20議席を獲得して第2党となり、同じく20議席を得て第2党となったダオメー民主連合と連立を組み、マガが独立後の首班に推されて、1960年8月1日の独立時には初代大統領に就任した。
しかし、独立はしたものの経済は低迷し、また主要三党間では政争が絶えず、マガ政権は安定しなかった。混乱が続く中、1963年10月27日にはクリストファ・ソグロ将軍によるクーデターが起き、マガ政権は転覆した。その後は短命な政権が次々と交代したが政局は安定せず、1970年には再びマガ、アピティ、アホマデグベによる三頭政治が復活した。三者は大統領評議会を設けて政権の2年ごとの交代をおこなうことで合意し、マガが最初に議長の座について、1970年5月7日から1972年5月7日までの2年間の任期を全うし、政権をアホマデグベに引き渡した。しかし、この状況下では経済の向上も政治の改革も望めず、再び1972年10月26日にはマチュー・ケレクによるクーデターが勃発して、マガは失脚し、1981年までの9年間、アホマデグベ及びアピティとともに投獄されていた。2000年5月8日、マガは83歳でコトヌーにて死去した。